# Ulisse – Il piacere della scoperta
Ulisse – Il piacere della scoperta ist eine Sendung des italienischen Senders Rai Tre und Rai Uno der Fernsehanstalt RAI und zeigt Dokumentationen zu historischen und wissenschaftlichen Themen. Die Sendung wird seit dem Jahr 2000 wöchentlich ausgestrahlt und seitdem von Piero Angela und Alberto Angela moderiert.